# Гейс (Луїзіана)
Гейс (англ. Hayes) — переписна місцевість (CDP) в США, в окрузі Калкасьє штату Луїзіана. Населення — 676 осіб (2020).

## Географія
Гейс розташований за координатами 30°6′40″ пн. ш. 92°55′26″ зх. д. / 30.11111° пн. ш. 92.92389° зх. д. (30.111069, -92.923911).  За даними Бюро перепису населення США в 2010 році переписна місцевість мала площу 7,31 км², з яких 7,20 км² — суходіл та 0,11 км² — водойми.

## Демографія
Згідно з переписом 2010 року, у переписній місцевості мешкало 780 осіб у 302 домогосподарствах у складі 227 родин. Густота населення становила 107 осіб/км².  Було 329 помешкань (45/км²).
Расовий склад населення:
| - 95,4 % — білих - 1,0 % — чорних або афроамериканців - 0,8 % — корінних американців - 0,3 % — азіатів |

До двох чи більше рас належало 2,4 %. Частка іспаномовних становила 0,3 % від усіх жителів.
За віковим діапазоном населення розподілялося таким чином: 21,9 % — особи молодші 18 років, 61,2 % — особи у віці 18—64 років, 16,9 % — особи у віці 65 років та старші. Медіана віку мешканця становила 40,9 року. На 100 осіб жіночої статі у переписній місцевості припадало 108,0 чоловіків;  на 100 жінок у віці від 18 років та старших — 101,7 чоловіків також старших 18 років.
Середній дохід на одне домашнє господарство  становив 72 164 долари США (медіана — 68 750), а середній дохід на одну сім'ю — 72 164 долари (медіана — 68 750). За межею бідності перебувало 27,0 % осіб, у тому числі 44,7 % дітей у віці до 18 років та 0,0 % осіб у віці 65 років та старших.
Цивільне працевлаштоване населення становило 355 осіб. Основні галузі зайнятості: освіта, охорона здоров'я та соціальна допомога — 26,8 %, виробництво — 25,9 %, будівництво — 18,6 %, транспорт — 13,8 %.